# Dama col Petrarchino
La Dama col Petrarchino è un dipinto a olio su tavola (87x69 cm) di Andrea del Sarto, databile al 1528 circa e conservato alla Galleria degli Uffizi di Firenze.

## Storia
Di provenienza ignota, il ritratto è conosciuto dall'inventario della Tribuna del 1589, in cui era attribuito a Pontormo. Dal 1634 l'attribuzione venne cambiata ad Andrea del Sarto e mai più discussa.
I tentativi di identificazione della dama sono stati numerosi, ma nessuno è riuscito a dimostrare la sua identità, affidandosi solo a suggestioni e probabilità. Negli inventari del 1687 e del 1784 si parla di Lucrezia Bonafede, proprietaria dell'Autoritratto del pittore ai tempi di Vasari, mentre Di Pietro (1910), seguito dal Wagner (1951) e dal Freedberg (1963), ipotizzò che si trattasse della figliastra del pittore, Maria del Berrettaio, nata dal matrimonio precedente della di lui moglie.
Shearman invece, seguito dalla Caneva (1986), parlò del ritratto di un'innamorata commissionato dal fidanzato, leggendo sui disegni preparatori (individuati dal Fische nel 1922) alcune annotazioni sul colore e la fisionomia della ragazza, evidentemente richieste del committente incompatibili con un ritratto familiare.
La datazione ha oscillato tra il 1514 (Sinibaldi, Venturi) e il 1528-1529 (Freedberg), con la proposta al 1520 del Di Pietro (1910) e soprattutto quella al 1528 dello Knapp (1907), accettata ormai dalla maggior parte della critica.

## Descrizione e stile
Il ritratto, considerato tra i capolavori della ritrattistica italiana, ha un insolito tono colloquiale, dato dal reclinare il capo della ragazza, che rivolge uno sguardo tenero e accennante un complice sorriso all'osservatore. La donna è di tre quarti, su sfondo scuro, rivolta verso sinistra e seduta con le braccia sui braccioli di una sedia. La veste è color genziana, aperta sul petto in modo da mostrare la camicia e un laccio che chiude l'apertura, dove si trova infilato un grazioso mazzolino di fiori. Sporgono le maniche bianche. La testa è acconciata elegantemente, coi capelli raccolti in una treccia e decorati da nastri.
In mano essa tiene aperto un petrarchino, lettura assai in voga al tempo presente in numerosi altri ritratti, e su una pagina aperta col dito indica i sonetti Ite caldi sospiri al freddo core e Le stelle, il cielo et gli elementi a prova (CLIII e CLIV). L'attenzione si focalizza sul volto e sulle espressive mani, grazie ai tocchi di luce affidati al polsino pieghettato o al candore della pagina scritta.